# Huelga del 9 de abril de 1958

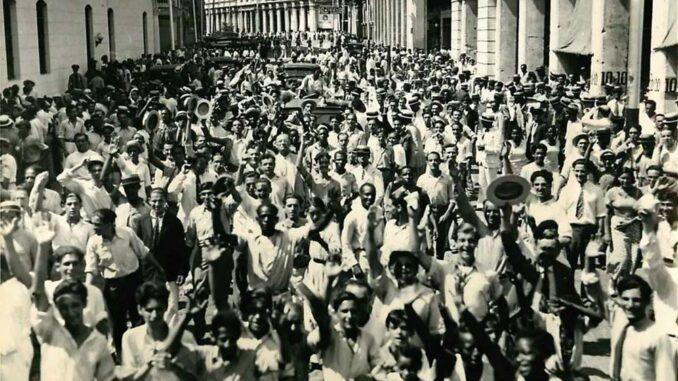
Huelga del 9 de abril de 1958.

La huelga del 9 de abril fue una huelga general organizada y convocada en Cuba por el M-26-7 vía radio, que duró del 9 al 10 de abril de 1958. Se extendió por todo el país, aunque finalmente la huelga perdió impulso y se extinguió al mediodía del 10 de abril. Al menos 100 soldados murieron en la huelga debido a la represión política del régimen del General Fulgencio Batista (1952-1958).

## Trasfondo
Antes de la huelga, la actividad antigubernamental había sido fuerte en la isla, con el M-26-7 realizando bombardeos y sabotajes. La policía respondió con arrestos masivos, sangrientas torturas y numerosas ejecuciones extrajudiciales. En marzo de 1957, el DRE lanzó un ataque fallido contra el palacio presidencial, durante el cual José Antonio Echeverría, líder del Directorio Revolucionario del Movimiento 13 de Marzo (DRE), fue asesinado a tiros.
El régimen de Batista a menudo recurrió a métodos brutales para mantener las ciudades de Cuba bajo control. Las guerrillas de Fidel Castro aumentaron sus ataques a los puestos militares, obligando al gobierno a retirarse de la región de la Sierra Maestra, y para la primavera de 1958, los rebeldes controlaban un hospital, escuelas, una imprenta, un matadero, una fábrica de minas terrestres y una fábrica de cigarros.
Para 1958, Batista se encontraba bajo una presión creciente, debido a sus fracasos militares, sumados a las crecientes críticas nacionales e internacionales en torno a la censura de prensa, las torturas y las ejecuciones extrajudiciales de su régimen. Influenciado por el sentimiento antibatistiano entre sus ciudadanos, el gobierno estadounidense dejó de suministrarle armamento. La oposición convocó una huelga general, acompañada de ataques armados del M-26-7. A partir del 9 de abril, recibió un fuerte apoyo en el centro y el oriente de Cuba, pero relativamente poco en el resto del país.

## Huelga
El 9 de abril de 1958, alrededor de las 11:00 a. m., se escuchó una transmisión radial en toda Cuba. Un locutor, que se declaraba leal al M-26-7, dijo:

«¡Atención, cubanos! ¡Este es el Movimiento 26 de Julio que llama a la Huelga General Revolucionaria! Hoy es el día de la libertad, el día de la Huelga General Revolucionaria. ¡Adelante, cubanos, que desde este momento comienza la lucha final en toda Cuba que solo culminará con el derrocamiento de la dictadura! ¡Obreros, estudiantes, profesionales, patrones, únanse a la huelga general revolucionaria desde este momento!»

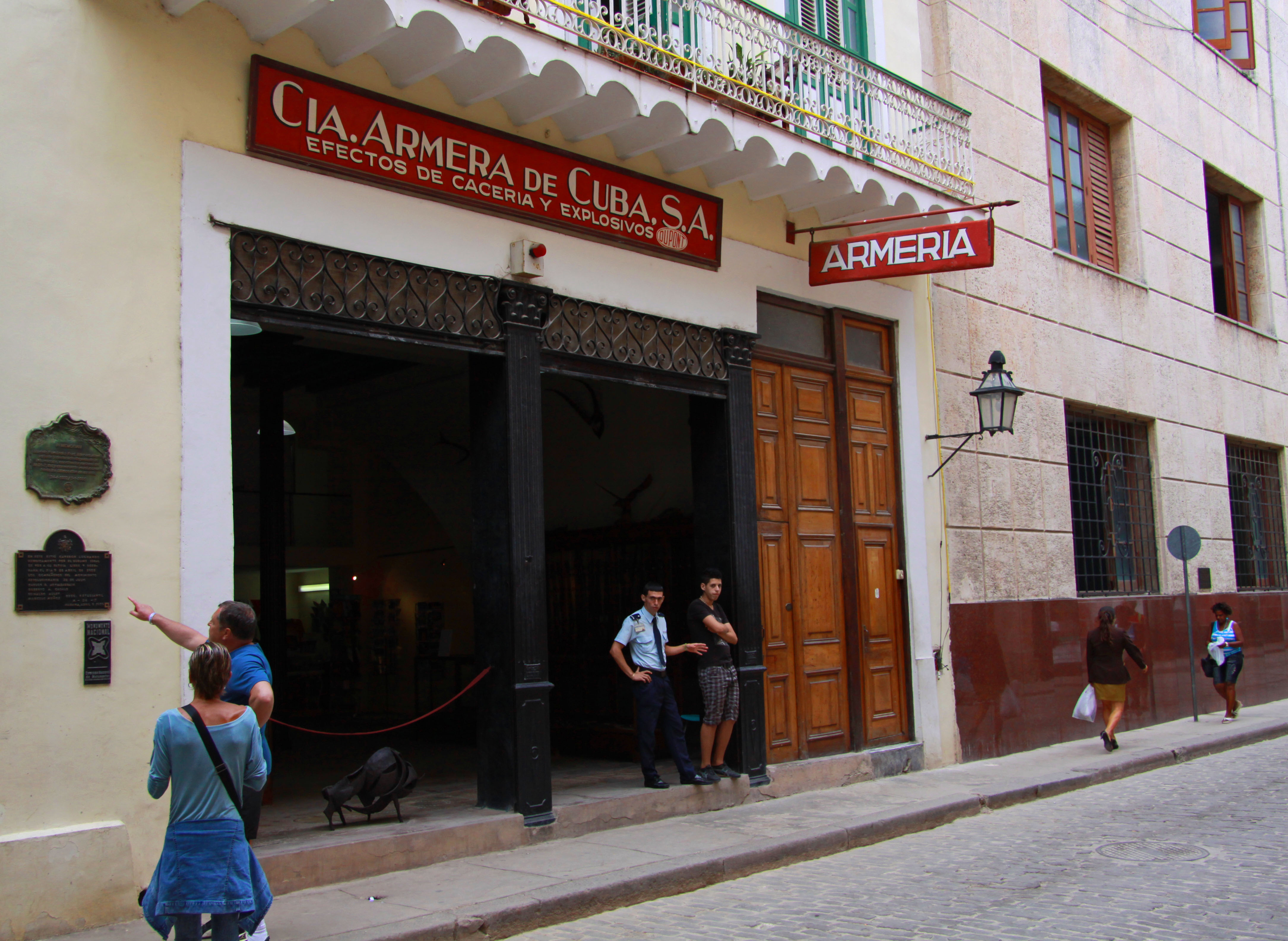
El Museo Armería 9 de Abril es un museo en La Habana Vieja. Anteriormente era la Armería de La Habana Vieja, la cual fue atacada por revolucionarios armados durante la huelga del 9 de abril.

En toda la isla, la lucha clandestina cobró impulso y se extendió a pueblos y ciudades bajo el liderazgo del Movimiento 26 de Julio y con la participación del Directorio Revolucionario 13 de Marzo y el Partido Socialista Popular (PSP). En respuesta a la huelga nacional de trabajadores del 9 de abril, organizada por la dirección del Movimiento 26 de Julio, un grupo de jóvenes de Sagua, armados con cuchillos, revólveres y escopetas, salió a las calles a las 11:00 a. m. y sometió a los oficiales de Fulgencio Batista. El propósito de la huelga era desatar un movimiento de masas que lograra el derrocamiento de la dictadura de Fulgencio Batista. La huelga tuvo su mayor influencia en La Habana y la provincia central de Las Villas.

## Asesinato de Marcelo Salado
Marcelo Salado fue un revolucionario cubano que se involucró en el M-26-7. Sus primeras actividades lo llevaron a La Habana, donde se unió al Movimiento 26 de Julio. Dentro de esta organización, desempeñó importantes tareas como secuestros, protestas y la dirección de la huelga del 9 de abril. Fue arrestado y perseguido en varias ocasiones, pero su participación en la lucha no disminuyó; al contrario, sus acciones se expandieron hasta convertirse en un importante líder del movimiento.
Durante la huelga del 9 de abril, Salado distribuyó armas a sus compañeros y se dirigió al edificio de Chibás, donde se encontraba el Estado Mayor. Desde allí, comenzaron a llegar noticias sobre el progreso de la huelga, muchas de ellas poco alentadoras. Debido a la mala organización, hubo grupos que nunca recibieron armas. 
Otros estaban mal armados y fueron masacrados por la policía de Batista. La huelga en el sector del transporte urbano también fracasó. Salado decidió ir a ver a sus compañeros del Frente Nacional de Trabajadores (FON), que se encontraban a solo dos cuadras de distancia, para averiguar qué había sucedido en el sector del transporte. 
Lucero le ordenó a una combatiente, Ramona Barber, que lo acompañara. Al doblar la esquina, fueron reconocidos por la policía. Salado le ordenó a Ramona que siguiera caminando. Un trabajador del taller mecánico por donde caminaban la empujó detrás de un auto para que otros empleados pudieran ocultarla. La policía disparó y mató a Salado.

## Secuelas
La huelga fracasó, pero no fue estéril: el final llegó poco más de ocho meses después, como Fidel Castro había predicho en una carta a su compañero revolucionario Faustino Pérez, uno de los sobrevivientes de la huelga: «Tengo la esperanza de que convertiremos la derrota en victoria antes de lo que muchos puedan siquiera imaginar».
Aunque la huelga no alcanzó el éxito esperado, su ejemplo dejó valiosas experiencias para el movimiento revolucionario que demostró heroísmo. Por otra parte, los comunistas del PSP continuaron afirmando su papel como una fuerza importante en la oposición.